# Joseph Kent
Joseph Kent (ur. 14 stycznia 1779, zm. 24 listopada 1837) – amerykański polityk z Maryland. Dwukrotnie, najpierw w latach 1811–1815, i ponownie w latach 1819–1826, był przedstawicielem drugiego okręgu wyborczego w stanie Maryland w Izbie Reprezentantów Stanów Zjednoczonych. Zrezygnował z tej pozycji 6 stycznia 1826 roku aby objąć stanowisko gubernatora stanu Maryland, które piastował do 1829 roku. W 1833 roku powrócił do Kongresu Stanów Zjednoczonych, tym razem jako senator Stanów Zjednoczonych z Maryland. Pozostał na tym stanowisku do śmierci, 24 listopada 1837 roku.